# جبل بومبالاي
جبل بومبالاي (بالملايوية: Gunung Bombalai) هو جبل مخروطي بركاني في منطقة تاواو في ماليزيا. يصل إرتفاعه إلى حوالي 531 مترًا (1،742 قدمًا).